# Палеолог, Сергей Николаевич
Серге́й Никола́евич Палеоло́г (18 июля 1877 — 3 апреля 1933, Белград, Югославия) — русский посланник в Сербии, общественный деятель русской эмиграции.

## Биография
Родился 18 июля 1877 года[по какому календарю?]. В 1900 году окончил юридический факультет Московского университета и поступил на службу в департамент общих дел Министерстве внутренних дел Российской империи.
Был чиновником особых поручений при министре внутренних дел. Имел придворное звание камер-юнкера. В 1914—1917 годах занимал должность вице-директора департамент общих дел МВД. В 1917 году имел чин статского советника. Состоял членом Общества возрождения художественной Руси.
Участвовал в Белом движении: был членом Совета начальника управления внутренних дел при генерале Деникине, затем — правительственным уполномоченным послом Юга России в Белграде. В августе 1920 барон Врангель назначил Палеолога правительственным уполномоченным по делам русских беженцев в Королевстве СХС, а в сентябре того же года правительство Югославии назначило его членом Державной комиссии по делам русских беженцев.
В эмиграции в Югославии, жил в Белграде. C 1922 года был членом Братства Русской правды, также был заместителем почетного председателя Комитета помощи русским воинам и их семьям на Балканах. Сотрудничал в газете «Царский вестник». Был делегатом от Югославии на Российском зарубежном съезде в Париже (1926).
Заведовал Русской освободительной казной, собиравшей средства для борьбы с большевиками. В 1924 году собирал средства в казну великого князя Николая Николаевича, а позднее собрал до 100 тысяч динаров на строительство Храма-памятника во имя Царя-мученика Николая II в Брюсселе.
Умер 3 апреля 1933 года в Белграде. Похоронен на Новом кладбище.